# District de Püspökladány
Le district de Püspökladány (en hongrois : Püspökladányi járás) est un des 10 districts du comitat de Hajdú-Bihar en Hongrie. Créé en 2013, il compte 40 877 habitants et rassemble 12 localités : 10 communes et 2 villes dont Püspökladány, son chef-lieu.
Cette entité existait déjà auparavant, entre 1930 et 1983. Jusqu'en 1950, il faisait partie du comitat de Hajdú.

## Localités
- Báránd
- Bihardancsháza
- Biharnagybajom
- Bihartorda
- Földes
- Kaba
- Nagyrábé
- Püspökladány
- Szerep
- Sáp
- Sárrétudvari
- Tetétlen